# مسالینا (سرده)
 مسالینا(نام علمی: Mesalina) نام یک سرده از تیره لاسرتا است.